# Integritate
Integritatea 
este un concept care vorbește despre acțiuni consecvente, conform valorilor, metodelor și elementelor de măsură, precum și de raportare la principii și așteptări care pot fi verificate prin rezultate. În etică – integritatea este considerată ca onestitate și corectitudine, și este evaluată prin acuratețea acțiunilor cuiva. Așadar, integritatea este opusul unor metehne cum ar fi: inconsecvența, ipocrizia sau falsitatea. Integritatea exprimă virtuțile, trăirile și aplicarea convingerilor, fără discrepanțe între afirmații și exemplul trăirii personale. Originea cuvântului “integritate” derivă din adjectivul Latin “integer” (întreg, complet), și în acest context se referă la totalitatea calităților unui individ, exprimate prin onestitate și consecvență de caracter. Când cineva face aluzie la lipsa de integritate a altei persoane, acea persoană se erijează într-un judecător care consideră că deține aceste calități pe care le implică “integritatea”, și ca atare, judecata lui/ei este un act în conformitate cu propriile convingeri și cu valorile pe care pretinde că le posedă și le practică în acel moment. Pentru evaluarea corectă a integrității unei persoane, a unui sistem sau a unei organizații, este necesar un sistem de valori și principii, cu o exprimare simplă, dar și corectă în același timp. Lipsa unui sistem de valori și principii poate devia în afirmații abstracte care, foarte ușor pot fi interpretate greșit de către oricine. Sistemul de valori și principii generate de mințile umane, este validat numai în timp, și are un proces de ajustare și revizuire determinat de rezultatele obținute. Această afirmație nu anulează nicidecum nevoia unui sistem de principii și valori, deoarece, lipsa unui astfel de aranjament promovează invariabil inconsecvența și confuzia.
Integritate teritorială = principiu potrivit căruia fiecare stat are dreptul să-și exercite deplin și nestingherit suveranitatea asupra  teritoriului său, toate celelalte state fiind obligate să nu-i aducă nici o atingere.